# Boguti (Sjenica)
Boguti (Servisch cyrillisch Богути) is een plaats in de Servische gemeente Sjenica. De plaats telt 72 inwoners (2002).